# 西蒂·萨拉·阿扎赫拉
西蒂·萨拉·阿扎赫拉（2003年2月1日—），印尼女子羽毛球運動員，隸屬 ？成員。2025年4月8日，世界排名处于女雙第五十五位；搭檔則是A·S·拉哈尤（注：洛杉矶奥运）。

## 主要比賽成績
只列出曾進入準決賽的國際賽事成績：
| 年份   | 賽事                     | 公開賽級別 | 項目     | 搭檔                        | 成績   |
| ------ | ------------------------ | ---------- | -------- | --------------------------- | ------ |
| 2022年 | 波恩羽毛球國際賽         | 未來系列賽 | 女子單打 | －                          | 準決賽 |
| 2022年 | 印尼羽毛球國際挑戰賽     | 國際挑戰賽 | 女子單打 | －                          | 準決賽 |
| 2023年 | 立陶宛羽毛球國際賽       | 未來系列賽 | 女子雙打 | 苏菲·阿尔·穆希拉·阿沙鲁尼萨 | 準決賽 |
| 2024年 | 斯洛文尼亞羽毛球公開賽   | 國際系列賽 | 女子雙打 | 阿格尼亞·斯里·拉哈尤        | 冠軍   |
| 2024年 | 奧地利羽毛球公開賽       | 國際系列賽 | 女子雙打 | 阿格尼亞·斯里·拉哈尤        | 準決賽 |
| 2024年 | 印尼羽毛球國際挑戰賽     | 國際挑戰賽 | 女子雙打 | 阿格尼亞·斯里·拉哈尤        | 準決賽 |
| 2024年 | 印尼北干巴魯羽毛球大師賽 | 超級100賽  | 女子雙打 | 阿格尼亞·斯里·拉哈尤        | 準決賽 |
| 2024年 | 印尼泗水羽毛球國際挑戰賽 | 國際挑戰賽 | 女子雙打 | 阿格尼亞·斯里·拉哈尤        | 準決賽 |
| 2025年 | 新加坡羽毛球國際挑戰賽   | 國際挑戰賽 | 女子雙打 | 阿格尼亞·斯里·拉哈尤        | 亞軍   |
| 2025年 | 斯里蘭卡羽毛球國際挑戰賽 | 國際挑戰賽 | 混合雙打 | 尼古拉斯·华金               | 準決賽 |

| 2018-2026年 | 總決賽 | 超級1000賽 | 超級750賽 | 超級500賽 | 超級300賽 | 超級100賽 | 國際挑戰賽 | 國際系列賽 | 未來系列賽 | 其他 |

## 主要對賽紀錄
西蒂·萨拉·阿扎赫拉與主要對手的對賽成績如下（只列出對賽二次或以上對手，僅包括影響世界排名積分的賽事，截至2025年4月8日）：
女雙 - 阿格尼亚·斯里·拉哈尤
| 對手 | 對賽次數 | 對賽結果 | 對賽結果 | 勝差 |
| 對手 | 對賽次數 | 勝       | 負       | 勝差 |
| ---- | -------- | -------- | -------- | ---- |

## 腳註

### 国家羽球倶乐部資料
1. 1 2 3  . Badminton Association of Indonesia.

### 世界羽球聯盟資料
1. 1 2 3 4  .

## 外部連結
- 西蒂·萨拉·阿扎赫拉在世界羽球聯盟的登錄資料